# Wundschnellverband

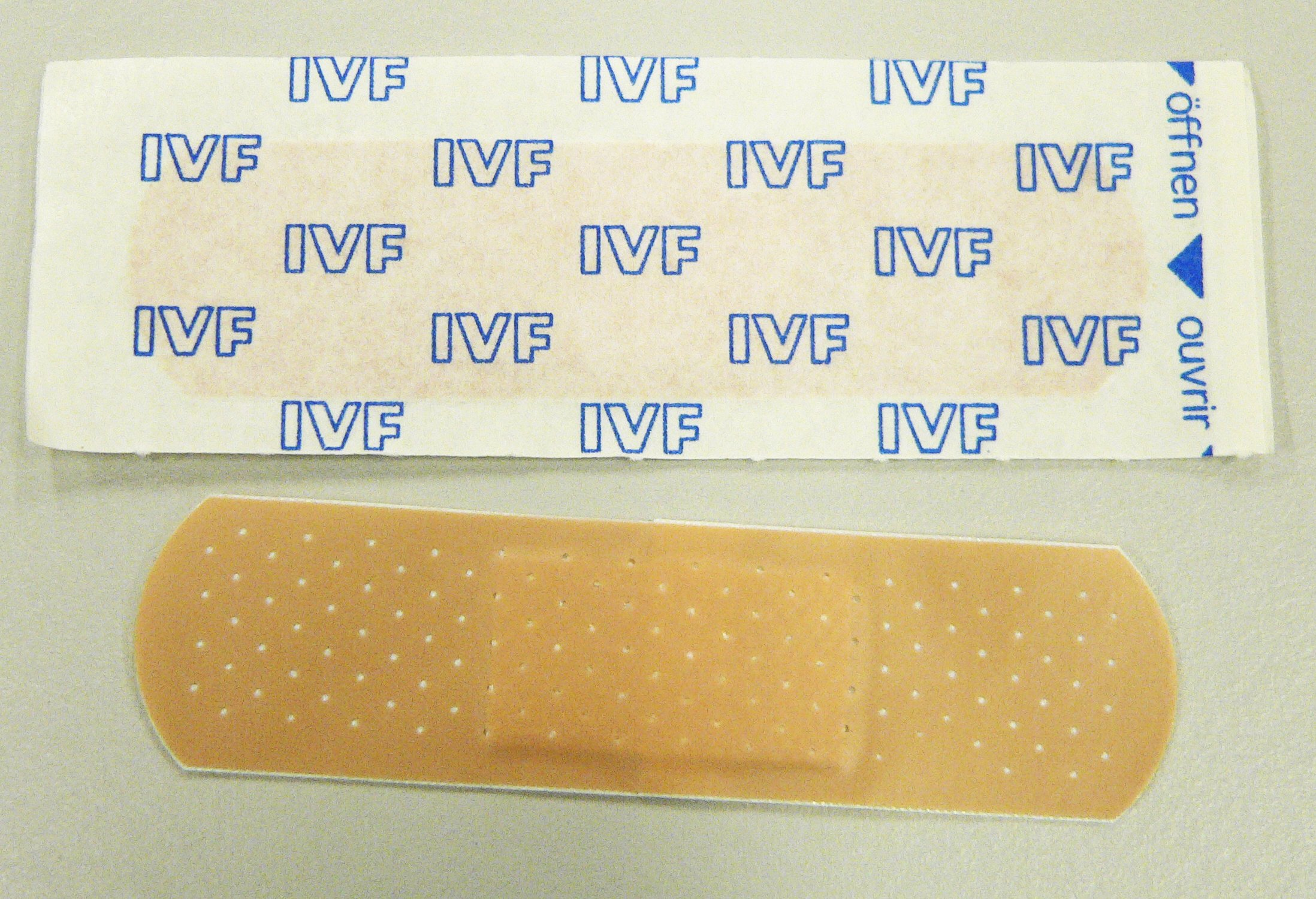
Wundschnellverband als vorgefertigter Strip

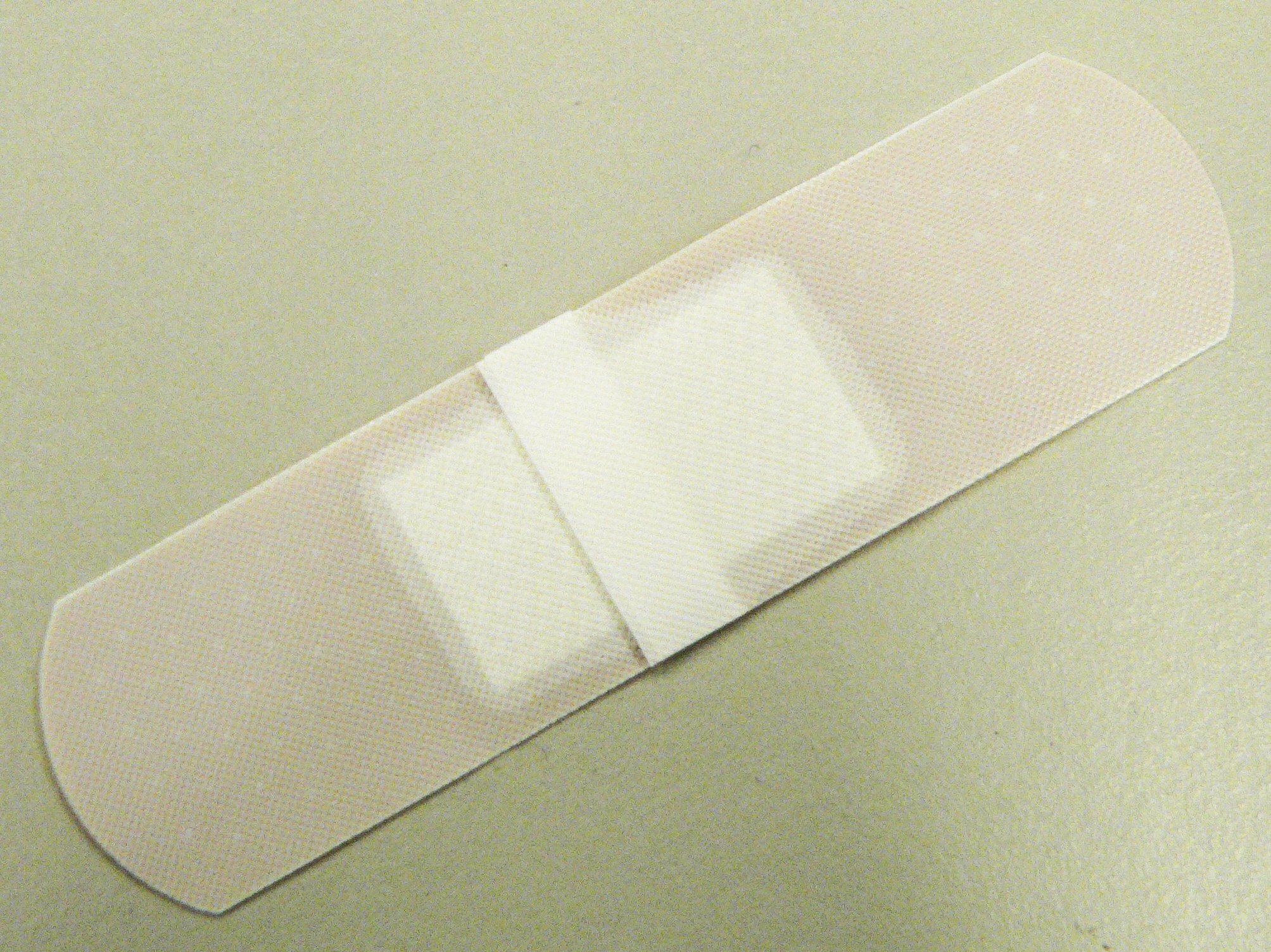
Wundschnellverband mit noch geschlossenen Schutzstreifen

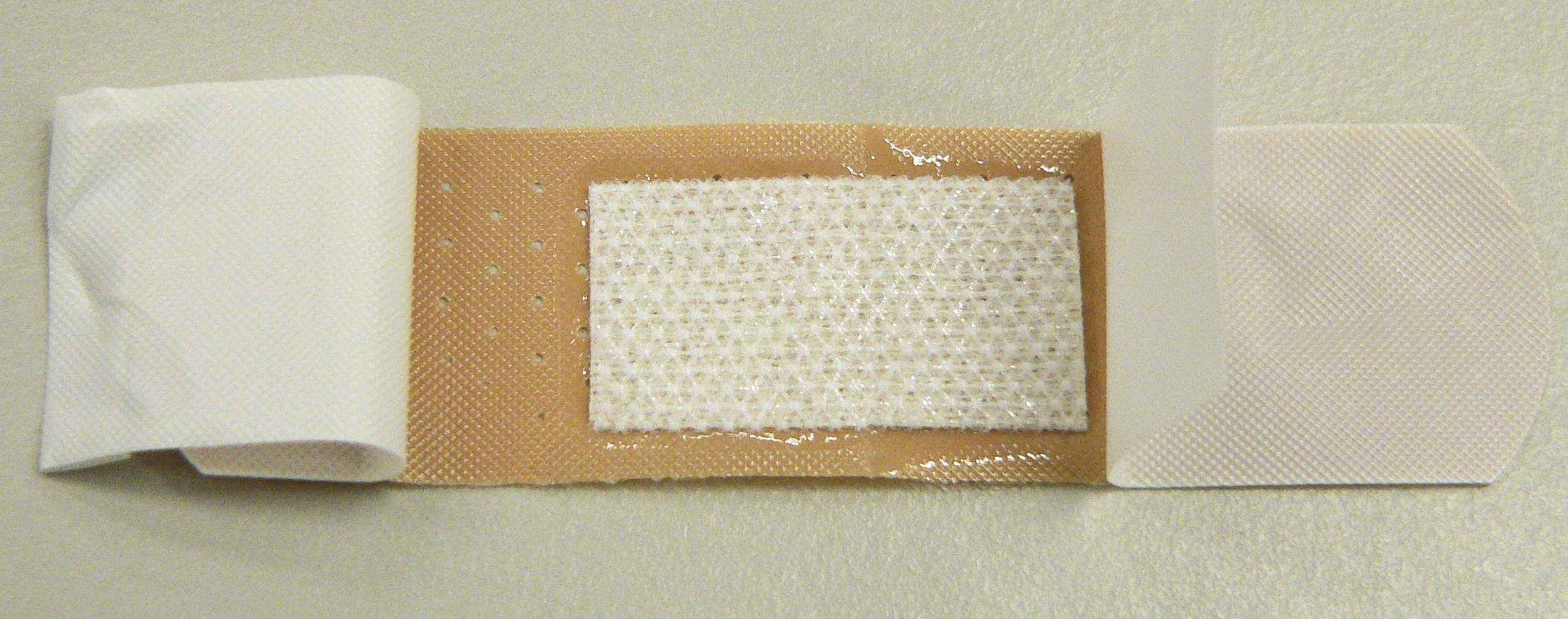
Wundschnellverband mit geöffneten Schutzstreifen

Ein Wundschnellverband, umgangssprachlich Pflaster, ist ein Stück Wundauflage, das mit einem Klebeband verbunden ist. Er wird dazu verwendet, kleine Wunden abzudecken.

## Geschichte

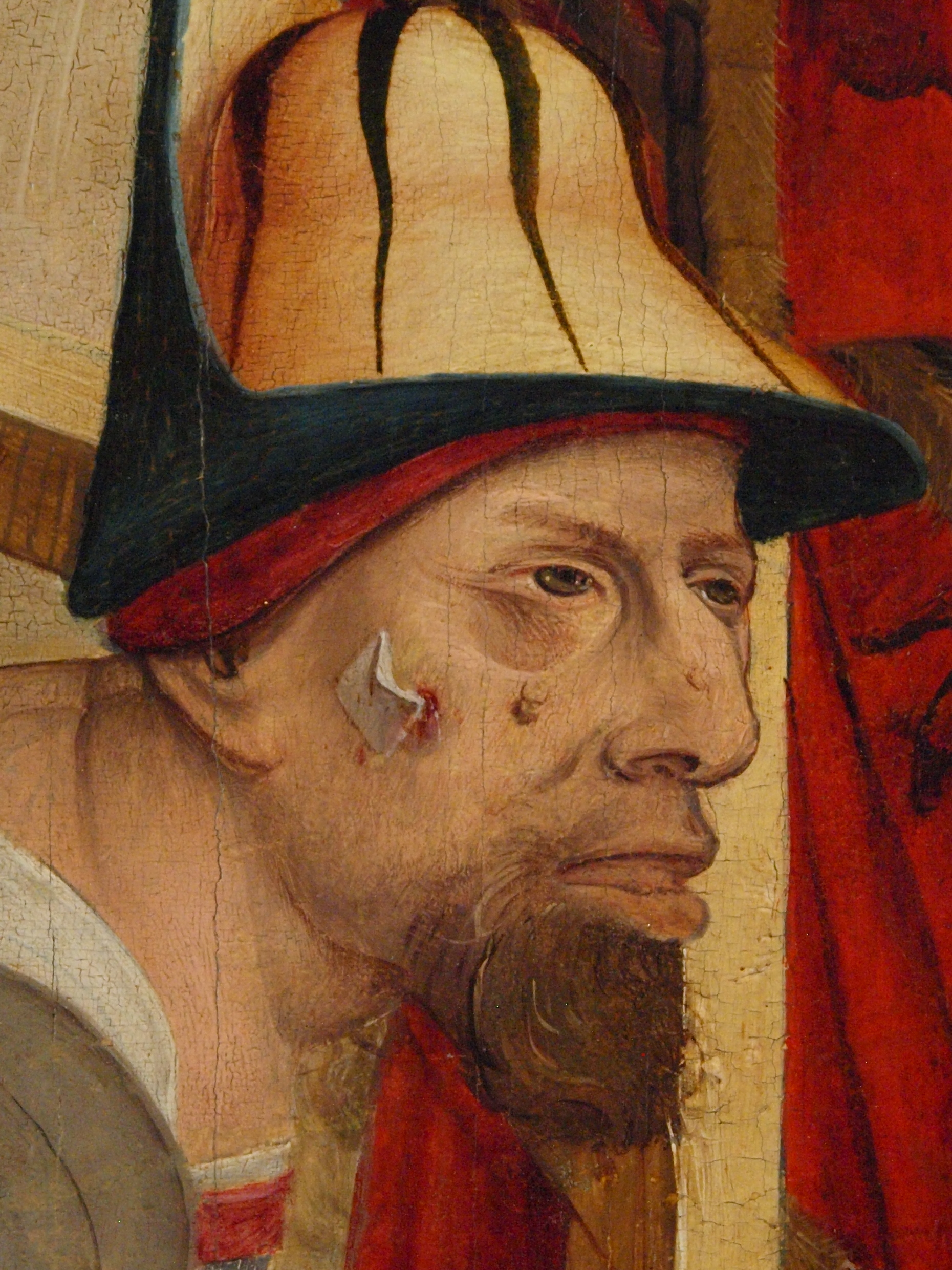
Wundschnellverband auf der Wange eines Mannes auf einem Tafelgemälde von 1490

Als Erfinder werden zwei Personen genannt:
- Paul Carl Beiersdorf, Patentschrift von 1882 zur „Herstellung von gestrichenen Pflastern“.[1][2]

- Earle Dickson, Angestellter der Firma Johnson & Johnson, in den 1920er Jahren. Die Firma begann ab 1924 das Pflaster maschinell zu produzieren und vertreibt es bis heute unter der Marke Band-Aid. Die Firma verbreitet die Legende, wonach Earle Dickson’s Frau Josephine dazu neigte, sich oft beim Kochen zu verletzen. Er verband Streifen von chirurgischem Klebeband zusammen mit kleinen Stückchen Mullbinde, bereitete sie auf Vorrat vor und deckte sie ab, um sie steril zu halten.[3]

Möglicherweise wurden Wundschnellverbände bereits früher verwendet, wie das hier abgebildete Gemälde aus dem 15. Jahrhundert nahelegt.

## Funktion und Anwendung
Ein Wundschnellverband schützt eine verletzte Haut (z. B. eine Schnittwunde) vor Krankheitserregern, mechanischen Belastungen, Schmutz, dem Austrocknen und nimmt in beschränktem Maße Wundsekret oder Blut auf. Somit wird der Heilungsprozess weniger gestört und das Infektionsrisiko verringert.
Die Anwendung erfolgt bei kleineren Wunden, die keiner gesonderten Behandlung bedürfen. Die Wundauflage bedeckt die Verletzung und nimmt Sekret auf. Das Klebeband wird an der umliegenden Haut befestigt und hält die Auflage in der gewünschten Position.
Um das Infektionsrisiko zu verringern, kann die unmittelbare Umgebung der Wunde mit einem Desinfektionsmittel behandelt werden. Die Wunde selbst wird nur bei großer Infektionsgefahr wie bei Tollwutverdacht mit Desinfektionsmittel ausgewaschen. Die Verwendung von Jodsalbe vermindert ebenfalls das sekundäre Infektionsrisiko und kann das spätere Ablösen des Pflasters erleichtern.
Das Material des Trägermaterials und der im Pflaster enthaltenen Wundauflage sollte entsprechend der Feuchtigkeitsabsonderung der Wunde ausgewählt werden. Ein feuchtes Wundmilieu trägt zur schnellen Abheilung bei. Eine Durchfeuchtung und Quellung des umliegenden Gewebes durch eine übermäßige Feuchtigkeitsansammlung ist aber zu vermeiden. Durch den regelmäßigen Wechsel des Pflasters werden Rückstände und abgestorbene Haut entfernt und der Feuchtegehalt der Wunde kann abgeschätzt werden.

## Material
Abhängig von dem Einsatzgebiet besteht das Klebeband aus einem speziellen Gewebe oder Kunststoff mit einer mehr oder weniger stark klebenden Beschichtung.
Die Wundauflage ist in der Regel saugfähig und oft mit Antiseptikum präpariert. Manche Hersteller sorgen mit einer speziellen Beschichtung dafür, dass die Auflage nicht an der Wunde festklebt.

## Abmessung
Wundschnellverbände werden in Breiten von 2.5, 4, 6 und 8 Zentimetern und Längen zwischen 25 und 500 Zentimetern zum Abschneiden geliefert, was einen flexibleren Einsatz erlaubt als bei den in den letzten Jahren immer mehr verbreiteten Strips – vorgefertigten, einzeln verpackten Streifen in verschiedenen Formen für unterschiedlich große Wunden.
Die Maße von Wundschnellverbänden sind in Deutschland in der DIN 13019 genormt.

## Weitere Anwendungsgebiete
Neben der Funktion als reine Wundauflage gibt es Pflaster für folgende Anwendungen:
- Verabreichung von Arzneistoffen – Transdermale Pflaster (z. B. Nikotinpflaster, Hormonpflaster)
- Aufnahme von Wundsekret – Gelpflaster
- Polsterung bzw. Druckentlastung – Blasenpflaster, Pflaster für Hühneraugen
- Verhinderung der Ausbreitung von Viren (auch Schutz vor dem Austrocknen) – Herpespflaster
- Stillung von Schmerz und Förderung der Durchblutung – Wärmepflaster
- Erweiterung der Nasenflügel – Nasenpflaster
- Für den Verschluss kleiner, oberflächlicher Wunden können Klammerpflaster (auch Steristrips, Wundnahtstreifen) verwendet werden.[6][7][8] Sie sind insbesondere bei Kindern als Alternative zur Naht geeignet.[6][7]
- als Betäubungspflaster zur Anwendung auf der Haut vor einer Punktion